# 鈴木淳 (作曲家)
鈴木 淳（すずき じゅん、本名：藤田 順二郎（ふじた じゅんじろう）。1934年2月7日 - 2021年12月9日）は、日本の作曲家、音楽プロデューサーである。
夫人は元女優で作詞家の悠木圭子、前妻は作詞家の有馬三恵子。鈴木淳音楽事務所所属。

## 来歴・人物
1934年（昭和9年）2月7日、山口県防府市の防府天満宮の宮司の子息として生まれる。
山口県立防府高等学校、早稲田大学教育学部国語国文学科卒業後、音楽之友社に入社、音楽雑誌の編集を手がけるが、過労により郷里に戻り、入院生活を送る。2年間の療養生活を経て、さらに2年間、同地の女子高校に国語科教諭として勤務する。合計4年の時期を経て東京に戻り、音楽之友社に復帰、音楽雑誌『教育音楽』『ポップス』の編集に携わり、『ポップス』編集長に就任する。
1963年（昭和38年）、満29歳のとき、西田佐知子に提供した楽曲『恋なんてしたくない』（作詞真神啓）の作曲でレコード作家としてデビューする。1967年（昭和42年）、当時の妻であった有馬三恵子が作詞、鈴木が作曲して伊東ゆかりに提供した楽曲『小指の想い出』がヒットし、伊東が同年の第9回日本レコード大賞歌唱賞を受賞、鈴木は職業作曲家として認知され、有馬とも「おしどり夫婦」として知られることとなる。1969年（昭和44年）には、同郷の防府市出身の女優であった藤田佳子（現在の悠木圭子）の作詞家としてのデビュー作、小川知子『さよならがこわいの』の作曲を手がける。のちに有馬と離婚、悠木と再婚し、1973年（昭和48年）、悠木作詞、鈴木作曲の八代亜紀への提供曲『なみだ恋』をヒットへ導き、悠木を本格的に作詞家に転向させる。
1970年（昭和45年）1月5日に放送開始したオーディション番組『全日本歌謡選手権』（ - 1976年12月25日、よみうりテレビ）に審査員としてレギュラー出演を開始、八代亜紀らのデビューのきっかけに貢献する。
1982年（昭和57年）、日本作曲家協会の理事に就任、2000年（平成12年）、同協会理事長に就任、2004年（平成16年）に理事長を退任する。1995年（平成7年）、日本音楽著作権協会の理事に就任、2007年（平成19年）まで務める。
1998年（平成10年）、第40回日本レコード大賞で、吉田正賞を受賞する。2004年（平成16年）6月、エイベックスでJ-moreレーベルを立ち上げ、姉妹デュオであるO'sのプロデュースを手掛ける。2005年（平成17年）、春の叙勲で芸術文化功労として旭日小綬章を受章する。
長年、ちあきなおみ、八代亜紀、黒木憲、田川寿美、椎名佐千子など、演歌の楽曲提供を行っている。鈴木淳音楽事務所内に、レーベル「クレオ」、鈴木淳音楽学院を併設している。実家である防府天満宮の現在の宮司・鈴木宏明は甥にあたり、境内には「浮雲」（作詞：悠木圭子、歌：香西かおり）の歌碑が建てられている。
2021年（令和3年）12月9日、東京都内の自宅にて虚血性心不全により死去。87歳没。

## おもな楽曲
特筆以外は作曲作品、提供先の歌手名の50音順による一覧である。JASRACには2023年8月現在、856曲が登録されている。
- 秋庭豊とアローナイツ『東京の雨を札幌で』（1977年）
- 朝月愛（現在の内藤はるみ）『風の女』（テレビ映画『影同心』主題歌、1975年）
- 麻丘めぐみ『京都哀愁』（1985年5月25日）
- 浅尾千亜紀『雨がふるのに』『恋はおしゃべり』（ともに1970年）
- 安倍里葎子『愛のきずな』
- 石川さゆり『なみだの宿』（1981年5月1日）
- 伊東ゆかり『小指の想い出』『あの人の足音』『朝のくちづけ』
- 五木ひろし『再り会い（めぐりあい）』（1999年）、『逢えて…横浜』（2003年）
- 入山アキ子『溺れ酒』『港町 なみだ雨』（2007年）
- ヴィレッジ・シンガーズ『六本木の雨の中で』（1970年6月）
- 内山田洋とクール・ファイブ『すべてを愛して』（1971年1月10日）
- 小川知子『初恋のひと』（1969年）、『さよならがこわいの』（悠木圭子の作詞家デビュー作、同年）
- 春日八郎『未練/石狩川絶唱』
- 黒木憲『霧にむせぶ夜』
- 黒沢年男（現在の黒沢年雄）『いつかおまえに』（テレビ映画『影同心』主題歌、1975年）
- 香西かおり『浮雲』
- 椎名佐千子『雪舞い港』
- 田川寿美『女…ひとり旅』（1992年）、『哀愁港』（1998年）、『北の港駅』（2010年）
- ちあきなおみ『雨に濡れた慕情』、『朝がくるまえに』、『四つのお願い』、『X+Y=LOVE』、『別れたあとで』
- 西田佐知子『恋なんてしたくない』 - 作曲家デビュー曲
- 藤圭子『女の園』『長崎の女』（1971年3月『さいはての女 (アルバム)』収録）
- 藤木竜『愛は夕日に燃えて』（テレビ映画『おしどり右京捕物車』主題歌、1974年）
- フランク永井『せつなくて』（1967年8月）、『お前』（1972年5月）
- ザ・ブレッスン・フォー『この愛に生きて』（テレビ映画『斬り抜ける』主題歌、1974年）
- 真咲よう子『女の川』、『あじさいの雨』
- 美空ひばり『渚の足跡』（1975年）
- 森本英世『あの子は誰』、『今こそあなたに』（1973年）
- 八代亜紀『なみだ恋』（1973年2月5日）
- 由美かおる『二人の朝を』（1970年5月）、『もいちど河原町』（1972年2月）
- 松岡弘『とびだせヤクルトスワローズ』（東京ヤクルトスワローズ球団歌）
- 山本譲二『おまえと生きる』（2002年8月1日）

- 『東京海洋大学校歌』（東京海洋大学、旧東京商船大学・東京水産大学、2005年制定、作詞星野哲郎）
- メリッサ・クニヨシ『虹色少年』『ほほえみホスピタル』（2016年7月13日）
- ロイヤルナイツ『沈む太陽』(1966年3月、作詞・大町志郎)

## 楽曲提供したアーティスト
- 椎名佐千子
- O's
- 入山アキ子
- 田川寿美
- Luxis

広東語版
- 仙杜拉(抺掉心中淚) ⓟⓒ1980

## 鈴木淳音楽事務所
有限会社鈴木淳音楽事務所（-すずきじゅんおんがくじむしょ）は、日本の音楽事務所である。鈴木淳音楽学院（すずきじゅんおんがくがくいん）を運営する。
- 所在地 : 東京都港区六本木3-16-35-506
- 所属アーティスト : 鈴木淳、悠木圭子
- 関連会社
  - 株式会社クレオ - 音楽レーベル、1970年設立、所在地同上、代表藤田順二郎 [12]